# Tureac, Bistrița-Năsăud
Tureac (maghiară Turjágó) este un sat în comuna Tiha Bârgăului din județul Bistrița-Năsăud, Transilvania, România. La recensământul din 2002 avea o populație de 2.352 locuitori.
Localitatea este, de asemenea, locul de vârsare al râului Tureacu, unul din afluenții al râului Bârgău.